# Gradungulidae
Gradungulidae Forster, 1955 è una famiglia di ragni appartenente all'infraordine Araneomorphae.

## Etimologia
Il nome deriva probabilmente dal latino gradus cioè graduato, scalettato, e ungula, cioè piccola unghia, artiglio, a causa della conformazione dell'ultimo segmento delle zampe anteriori, ed il suffisso -idae, che designa l'appartenenza ad una famiglia.

## Caratteristiche
Sono ragni di colore bruno sul carapace con zampe a bande di colori alterni. Hanno due paia di polmoni a libro, costituiti da minute lamelle attraverso le quali scorre l'emolinfa che consente loro scambi gassosi per ossigenarsi. Sono sprovvisti di cribellum, tranne le specie del genere Progradungula, che sono anche i rappresentanti di maggiori dimensioni della famiglia con le loro lunghe zampe, assomigliando molto agli appartenenti il genere Hickmania della famiglia Austrochilidae.

## Comportamento
Vivono in foreste e boschi dove costruiscono estese ragnatele con un punto d'appoggio a terra e grovigli di fili estesi in tutte le direzioni nel fogliame.

## Distribuzione
Le famiglie sono distribuite fra la metà occidentale dell'Australia e in Nuova Zelanda

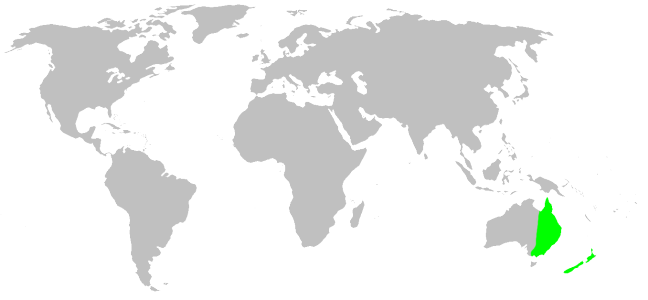
Gradungulidae - distribuzione

## Tassonomia
Attualmente, a novembre 2020, si compone di 7 generi e 16 specie:
- Gradungula Forster, 1955 - Nuova Zelanda
- Kaiya Gray, 1987 — Victoria, Nuovo Galles del Sud
- Macrogradungula Gray, 1987 — Queensland
- Pianoa Forster, 1987 — Nuova Zelanda
- Progradungula Forster & Gray, 1979 - Nuovo Galles del Sud, Victoria
- Spelungula Forster, 1987 — Nuova Zelanda
- Tarlina Gray, 1987 - Queensland, Nuovo Galles del Sud